# Athy
Athy (wym. əˈθaɪ, irl. Baile Átha Í) – miasto w hrabstwie Kildare w Irlandii położone nad rzeką Barrow i Wielkim Kanałem, 72 km na południowy zachód od Dublina.